# 內華達縣 (阿肯色州)
内华达县（英語：Nevada County）是美国阿肯色州西南部的一個縣，面積1,608平方公里。根據2020年美國人口普查，本縣共有人口8,310人。本縣縣治為蒲萊斯考特（Prescott）。本縣於1871年3月20日成立，縣名取自内华达州，因其外形與該州相似而得名。
本縣的名稱在當地的發音為「nuh-VAY-duh」。本縣為一禁酒的縣。

## 地理

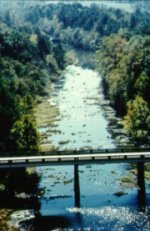
沃希托河

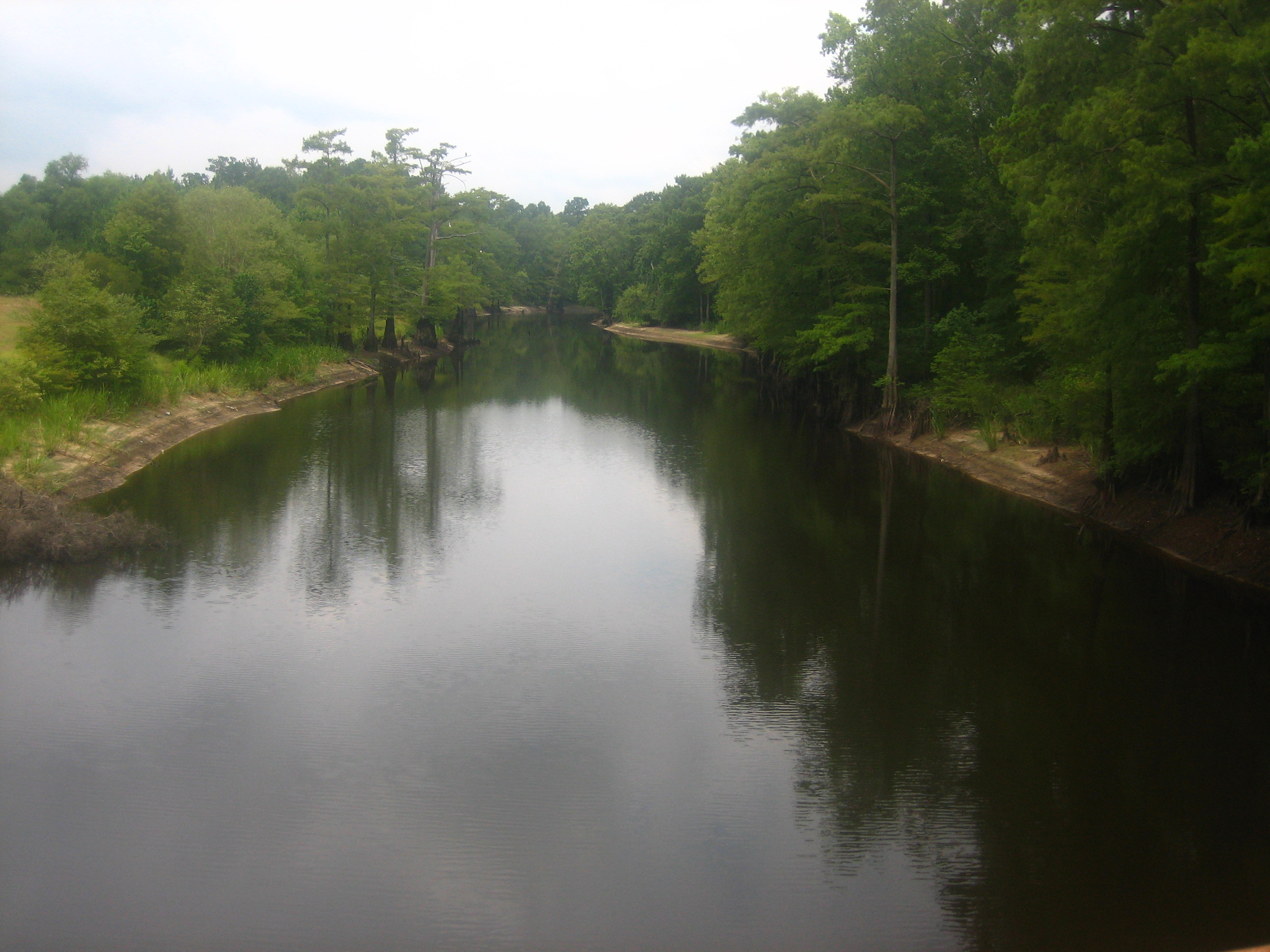
多切河

根據2000年人口普查，內華達縣的總面積為620.78平方英里（1,607.8平方），其中有619.95平方英里（1,605.7平方），即99.87%為陸地；0.83平方英里（2.1平方），即0.13%為水域。本縣的北部邊界是由沃希托河支流小密蘇里河組成。
總長122英里的多切河的源頭正正位於本縣內。該河流向南流到哥倫比亞郡和路易斯安那州韦伯斯特堂区，並最終流入比斯蒂诺湖。於19世紀，該河流曾經通航達3至6個月。現在，它是一個釣魚及觀光勝地。

### 主要公路
- 30號州際公路
- 67号美国国道
- 278号美国国道
- 371號美國國道（英语：U.S. Route 371）
- 19號阿肯色州州道（英语：Arkansas Highway 19）
- 24號阿肯色州州道（英语：Arkansas Highway 24）
- 32號阿肯色州州道（英语：Arkansas Highway 32）
- 51號阿肯色州州道（英语：Arkansas Highway 51）
- 53號阿肯色州州道（英语：Arkansas Highway 53）

### 毗鄰縣
所有內華達縣的毗鄰縣都是阿肯色州的縣份。
- 克拉克縣：東北方
- 沃希托縣：東方
- 哥倫比亞縣：南方
- 拉法葉縣：西南方
- 亨普斯特德縣：西方
- 派克縣：西北方

## 人口
| 调查年              | 人口   | 备注 | %±     |
| ------------------- | ------ | ---- | ------ |
| 1880                | 12,959 |      | —      |
| 1890                | 14,832 |      | 14.5%  |
| 1900                | 16,609 |      | 12.0%  |
| 1910                | 19,344 |      | 16.5%  |
| 1920                | 21,934 |      | 13.4%  |
| 1930                | 20,407 |      | −7.0%  |
| 1940                | 19,869 |      | −2.6%  |
| 1950                | 14,781 |      | −25.6% |
| 1960                | 10,700 |      | −27.6% |
| 1970                | 10,111 |      | −5.5%  |
| 1980                | 11,097 |      | 9.8%   |
| 1990                | 10,101 |      | −9.0%  |
| 2000                | 9,955  |      | −1.4%  |
| 2010                | 8,997  |      | −9.6%  |
| 2012年估计          | 8,925  |      | −0.8%  |
| [ 9 ] [ 10 ] [ 11 ] |        |      |        |

內華達縣人口金字塔

根據2000年人口普查，內華達縣擁有9,955居民、3,893住戶和2,721家庭。其人口密度為每平方英里16居民（每平方公里6居民）。本縣擁有4,751間房屋单位，其密度為每平方英里8間（每平方公里3間）。而人口是由66.9%白人、31.18%非裔、0.38%原住民、0.06%亞裔、0.85%其他種族和0.62%混血构成。而西裔或拉美裔佔了人口1.52%。
在3,893住户中，有31.4%擁有一個或以上的兒童（18歲以下）、51.9%為夫妻、14%為單親家庭、30.1%為非家庭、27.8%為獨居、13.7%住戶有同居長者。平均每戶有2.48人，而平均每個家庭則有3.02人。在9,955居民中，有25.2%為18歲以下、8.7%為18至24歲、26.1%為25至44歲、23.8%為45至64歲以及16.1%為65歲以上。人口的年齡中位數為38歲，女子對男子的性別比為100：94.4。成年人的性別比則為100：89.9。
本縣的住戶收入中位數為$26,962，而家庭收入中位數則為$33,095。男性的收入中位數為$27,888，而女性的收入中位數則為$17,920，人均收入為$14,184。約18.3%家庭和22.8%人口在貧窮線以下，包括28%兒童（18歲以下）及27.1%長者（65歲以上）。